# Mimeusemia semyron
Mimeusemia semyron är en fjärilsart som beskrevs av Herrich-Schäffer 1853. Mimeusemia semyron ingår i släktet Mimeusemia och familjen nattflyn. Inga underarter finns listade i Catalogue of Life.